# 柳沢剛
柳沢 剛（やなぎさわ つよし、1963年〈昭和38年〉8月18日 - ）は、日本の政治家。立憲民主党所属の衆議院議員（1期）。仙台放送の元アナウンサー。

## 来歴
群馬県高崎市出身。高崎市立城南小学校、高崎市立高崎第三中学校、東京農業大学第二高等学校を経て、駒澤大学法学部政治学科卒業。
1987年、仙台放送に入社。アナウンサーの他、アナウンス部長、広報部長、番組審議室長も務めた。
2024年1月30日、立憲民主党が次期衆院選宮城3区での柳沢の公認を内定した。
同年10月15日、第50回衆議院議員総選挙が公示され、宮城3区からは柳沢、自由民主党現職の西村明宏の2人が立候補した。自民党は裏金問題や統一教会問題、10月23日に発覚した非公認候補への2000万円支給問題などで逆風が吹き荒れた。10月27日、総選挙執行。投票締め切りの20時直後に宮城テレビ放送は柳沢の当選確実を報じ、柳沢は初当選した。裏金議員として比例重複が認められなかった西村は即座に議席を失った。

## 不祥事

### 仙台放送在職中のパワーハラスメント
衆院選初当選後の2024年12月、かつての部下にあたる元アナウンサーであった稲垣龍太郎が、柳沢が仙台放送にアナウンス部長として在職中であった2011年から2017年にかけて、柳沢からパワーハラスメントを受けていたことを記者会見で告発した。2011年に入社した稲垣は入社直後から柳沢に「お前の面倒はみない」と言われ、その後もほかの社員の前で「ばか」「気持ち悪い」「臭い」「早稲田（大学卒業）のくせにわかねえんだ」などとの暴言を受けたうえ、全国のアナウンサーが集まる研修会で「こいつ放送でやらかして正社員になれないところだったけど、俺が頼み込んで正社員にしてやった」と発言したとされる。また、稲垣の座っていた椅子を蹴るなどの暴力も受けたと主張した。稲垣は報道部記者への移動を経て2019年3月に仙台放送を退職したが、柳沢が2024年1月に衆院選への出馬を表明したことで「（選挙期間中の演説で柳沢が対抗する候補者に求めていたように）自身の問題に対しても説明責任を果たし、みそぎを済ませてほしい」と実名を公表した。稲垣は他にも柳沢からパワハラを受けた3人の元社員とともに「柳沢つよし被害者の会」をつくり、立憲民主党本部と党県総支部連合に9日、パワハラに関する質問状も送った。立憲民主党宮城県連は「党員になる以前のことで個人間の問題でもあるため、党として対応することが難しく質問状は本人に渡す」とした。一方の柳沢は「事実に関する認識が双方で異なるものがあるが、私なりに後進の育成に努めてきたなか真意が十分に伝わらなかった点があるとすれば、反省したい。なお勤務時に管理職として指導・育成について懲戒処分を受けたことはない」と釈明している。

## 出演番組
- 好きやねん（1988年～）
- 空飛ぶ○月のペンギン（1990年代） - 好きやねんが新聞のラテ欄で最終回と間違って掲載されたのを受け、時間も内容もそのままタイトルだけが変わった。（○にはその月が入る。8月なら、空飛ぶ8月のペンギンとなる）
- スーパーSATマイルド（1993年4月3日 - 1994年9月24日）
- 夕やけTV編集局（1990年代）[16]
- ヨジテレビ!（2000年代）[17]
- めざましテレビ[2][18]
- FNSの日テレビ夢列島～27時間テレビ中継[18]
- 仙台放送スーパーニュース（フィールドキャスター）[4]
- 月間チャンネル寸評[4]
- 満員御礼!イベンティ（ナレーション）[4]
- 内閣府震災復興番組「ともに希望を!」[3]
- 仙台放送NEWS

## 選挙
| 当落 | 選挙                   | 執行日         | 年齢 | 選挙区      | 政党       | 得票数    | 得票率 | 定数 | 得票順位 /候補者数 | 政党内比例順位 /政党当選者数 |
| ---- | ---------------------- | -------------- | ---- | ----------- | ---------- | --------- | ------ | ---- | ------------------ | ---------------------------- |
| 当   | 第50回衆議院議員総選挙 | 2024年10月27日 | 61   | 宮城県第3区 | 立憲民主党 | 8万2566票 | 55.24% | 1    | 1/2                | /                            |